# 千葉県立流山南高等学校
千葉県立流山南高等学校（ちばけんりつ ながれやまみなみこうとうがっこう）は、千葉県流山市流山九丁目にある県立高等学校。略称は「流南」（りゅうなん）。

## 設置学科
- 普通科
- スポーツ健康コース

## 部活動
部活動の中でも相撲部が有名で、大相撲の関取にもこの高校の出身者が確認される。
本来ならば公立高校では認められない県外からの越境入学が常態化しているが、これは加盟校が少ない上に稽古環境に困りやすい高校相撲の特殊事情により容認されている。

## 沿革
- 1983年（昭和58年）4月 - 開校

## 交通アクセス
- 流鉄流山線平和台駅から徒歩5分。
- 首都圏新都市鉄道つくばエクスプレス・JR武蔵野線南流山駅からバス、「流山八丁目」下車。または「流山幼稚園前」下車、徒歩3分。

## 著名な出身者
- 阿炎政虎 - 大相撲力士
- 大翔鵬清洋 - 大相撲力士
- 石戸諭 - コメンテーター・記者・ライター